# جيمس هايتر
جيمس هايتر (بالإنجليزية: James Hayter)‏ (9 أبريل 1979 في المملكة المتحدة - ) هو لاعب كرة قدم بريطاني في مركز الهجوم. لعب مع نادي بورنموث ونادي دونكاستر روفرز ويوفل تاون وهافانت أند ووترلوفيل ونادي سالزبري سيتي.

## وصلات خارجية
- جيمس هايتر على موقع قاعدة بيانات كرة القدم.إي يو (الإنجليزية)
- جيمس هايتر على موقع Soccerbase.com (لاعب) (الإنجليزية)
- جيمس هايتر على موقع Soccerway.com (الإنجليزية)